# Jandak (Tánger)
Jandak (en árabe: خندق الزرزور‎, en lenguas bereberes: ⵅⵏⴷⵇ ⵣⵔⵣoⵔ, en francés: Khandek Zarzour) es una localidad marroquí perteneciente al municipio de Buhalal, en la región de Tánger-Tetuán-Alhucemas. Desde 1912 hasta 1956 perteneció a la zona norte del Protectorado español de Marruecos.